# Biding My Time
Biding My Time è un brano dei Pink Floyd scritto da Roger Waters e pubblicato nella raccolta Relics del 1971.

## Descrizione
La canzone veniva eseguita dal vivo già dal 1969, con il nome di Afternoon, contenuta nella suite The Man and The Journey. Nel 1971 il gruppo incise una versione in studio del brano chiamata Biding My Time che venne inserita come brano inedito nella raccolta Relics. Nel brano si può sentire il tastierista Richard Wright cimentarsi col trombone e la doppia cassa di Nick Mason. Nei testi scritti e cantati da Waters il narratore passa il tempo con una donna che ama e dimentica i "brutti giorni" in cui entrambi "lavoravano dalle nove alle cinque".

## Formazione
- Roger Waters - basso, voce
- David Gilmour - chitarra acustica ed elettrica
- Richard Wright - pianoforte, organo, trombone
- Nick Mason - batteria, percussioni